# Гайдаш Андрій Олександрович
Андрій Олександрович Гайдаш (нар. 16 січня 1989, Сімферополь, Кримська область, УРСР) — український футболіст, нападник фейкового клубу «ТСК-Таврія».

## Життєпис
Вихованець УОР «Сімферополь». Кар'єру розпочинав у «Кримтеплиці». У 2007 та 2008 роках виступав у складі клубу «Іллічівець». У 2009 і 2010 роках був гравцем харківського «Металіста», де виступав за дубль та зіграв один матч у Кубку України. У 2011 році провів два поєдинку за МФК «Миколаїв». У 2012 році виступав за «Титан» з Армянська. У 2013 році перейшов до запорізького «Металурга», в складі якого дебютував в Українській Прем'єр-лізі.
З 2014 року заявлений за хабаровський клуб «СКА-Енергія», який виступає в ФНЛ.
Після окупації Криму Росією прийняв російське громадянство.
17 травня 2016 року оголосив на сайті вболівальників «СКА-Енергії» про відхід з клубу.
31 серпня заявлений за клуб «ТСК-Таврія», який виступає в чемпіонаті окупованого Криму. 5 листопада дебютував за новий клуб, вийшовши на заміну в матчі проти «Кримтеплиці».

## Сім'я
Син колишнього нападника збірної України, одного з найкращих бомбардирів в історії чемпіонатів України та зрадника України Олександра Гайдаша.